# Heinrich Meyer (Pressemanager)
Heinrich Meyer (* 1948 in Scheeßel) ist ein deutscher Pressemanager.

## Leben
Er beendete das Studium der Betriebswirtschaftslehre in Hamburg 1971 als Diplom-Kaufmann.
Im Anschluss war er Abschlussprüfer und Steuerberater bei der Treuarbeit AG 1971–1977, Abteilungsleiter Finanz-, Rechnungs- und Beschaffungswesen bei den Stadtwerken Essen 1977–1980 sowie Bereichsleiter und Prokurist Finanz- und Rechnungswesen bei den Wuppertaler Stadtwerken 1981–1990. 1994–1998 war er Geschäftsführer der Econ Verlagsgruppe bzw. ECON + LIST Verlagsgruppe.
Heinrich Meyer war Geschäftsführer der Rheinisch-Westfälischen Verlagsgesellschaft mbH (1991–2018), Geschäftsführer der Stiftung Presse-Haus NRZ (1994–2018), Geschäftsführer der Zeitungsverlag Niederrhein GmbH & Co. KG, Essen (2000–2018) und Geschäftsführer der Ostthüringer Zeitung GmbH & Co. KG, Gera.
Seit 2000 ist er Herausgeber der NRZ (Neue Ruhr Zeitung/Neue Rhein Zeitung).

## Sonstige Mandate
- Vorsitzender des Aufsichtsrats der Rheinisch-Westfälische Verlagsgesellschaft mbH
- Vorstand der Stiftung Presse-Haus NRZ
- Vorstandsvorsitzender der Initiative Tageszeitungen e. V. (ITZ)
- Vorstandsvorsitzender der Stiftervereinigung der Presse
- Vorstandsvorsitzender des Hilfsvereins der Deutschen Presse e. V.
- Vorsitzender des Beirats der Versorgungskasse der Deutschen Presse
- Vorsitzender des Verwaltungsrats des Versorgungswerks der Presse GmbH
- Vorsitzender des Aufsichtsrats der Private Vermögensverwaltung AG
- Mitglied des Vorstands der Friedrich und Isabel Vogel-Stiftung
- Mitglied des Kuratoriums Theodor-Wolff-Preis
- Mitglied des Kuratoriums der Heinz-Kühn-Stiftung
- Mitglied der Jury des Dietrich-Oppenberg-Medienpreises

| Personendaten    | Personendaten           |
| ---------------- | ----------------------- |
| NAME             | Meyer, Heinrich         |
| KURZBESCHREIBUNG | deutscher Pressemanager |
| GEBURTSDATUM     | 1948                    |
| GEBURTSORT       | Scheeßel                |